# Sabrina López Rincón
Diamela Sabrina López Rincón (Olavarría, Provincia de Buenos Aires, Argentina; 6 de julio de 1996) también conocida como Chechu Rincón es una futbolista argentina. Juega de delantera en Ferro de la Primera División Femenina de Argentina.

## Trayectoria

### Inicios
Comenzó jugando al fútbol desde niña, a los 5 años, fútbol callejero, Una amiga de su madre, Patricia (quién fue futbolista), la llevaba a una plaza de su ciudad a jugar con varones. A los 10 años jugaba con su madre y sus amigas. Jugó en la escuela de campo y en la calle hasta que una amiga de su madre la invitó a un equipo que se formó para entrar a un torneo barrial, disputó por 6 años esos torneos en dos equipos diferentes; "Las Leonas" y "Franquito". Luego por 3 años jugó la Liga de Olavarría (recién formada) representando a Barrio Matadero, luego tuvo un paso efímero en "Embajadores". También fue parte de la Selección de Olavarría.

### Racing de Olvarría
En el Chaira, jugó la Liga de Olavarría hasta el año 2019.

### Platense
En enero de 2020 se suma a Tense. En febrero de ese mismo año, debutó e hizo su primer gol ante Villa San Carlos, en la goleada de su equipo por 6-1 por la fecha 13 del Torneo Femenino de Primera División. Luego el torneo fue suspendido debido a la pandemia de COVID.

### Sarmiento
En julio de 2021 firma con Sarmiento luego de unas pruebas que el cuerpo técnico del conjunto de Junín realizó en Olavarría, ciudad natal de López Rincón. Fue la máxima goleadora con el Verde de la Primera División B.

### Ferro
En enero de 2022 se convierte en refuerzo de Las Pibas del Oeste.

### Belgrano
Tuvo paso por Belgrano de Córdoba en el año 2024, debutó y anotó su primer gol en marzo de dicho año contra San Lorenzo.

### Racing Club
Para la segunda mitad del año 2024 jugó en la Academia.

### Vuelta a Ferro
En julio de 2025 se anunció su llegada a Ferro Carril Oeste, siendo esta su segunda etapa en el Verdolaga.

## Estadísticas

### Clubes
| Club               | Liga               | País      | Año             |
| ------------------ | ------------------ | --------- | --------------- |
| Platense           | Primera División A | Argentina | 2020 - 2021     |
| Sarmiento (Junín)  | Primera División B | Argentina | 2021 - 2022     |
| Ferro Carril Oeste | Primera División A | Argentina | 2022 - 2023     |
| Belgrano           | Primera División A | Argentina | 2024            |
| Racing             | Primera División A | Argentina | 2024 - 2025     |
| Ferro Carril Oeste | Primera División A | Argentina | 2025 - presente |

- Nota: Solo se tienen en cuenta los torneos oficiales AFA.